# Super Bowl LIV
Der Super Bowl LIV war der 54. Super Bowl, das Endspiel der Saison 2019 der National Football League (NFL) im American Football.  Das Spiel zwischen dem AFC-Champion Kansas City Chiefs und dem NFC-Champion San Francisco 49ers wurde am 2. Februar 2020 ab 18:30 Uhr Ortszeit (3. Februar, 0:30 Uhr MEZ) im Hard Rock Stadium in Miami Gardens ausgetragen. 
Die Kansas City Chiefs gewannen mit 31:20 und damit nach 50 Jahren zum zweiten Mal den Titel. Der Quarterback Patrick Mahomes von den Kansas City Chiefs wurde zum Super Bowl MVP gewählt.

## Austragungsort
Am 19. Mai 2015 verkündete die NFL die vier Finalisten, die zur Auswahl für die Austragung des Super Bowl LIII im Jahr 2019 oder des Super Bowl LIV im Jahr 2020 standen. Die NFL-Team-Besitzer wählten den Austragungsort am 24. Mai 2016. Die Finalisten, die sich alle in den Südstaaten der Vereinigten Staaten befinden, waren:
- Mercedes-Benz Stadium, Atlanta, Georgia
- New Miami Stadium, Miami Gardens, Florida
- Raymond James Stadium, Tampa, Florida

Zusätzlich war auch Los Angeles ein Kandidat für den Super Bowl LIV. Der Mercedes-Benz Superdome in New Orleans, Louisiana, bewarb sich ausschließlich um den Super Bowl LIII. Gewählt wurde das New Miami Stadium.

## Weg zum Super Bowl
Mit den Kansas City Chiefs wurde das Team mit der zweitbesten Bilanz (12–4, hinter den Baltimore Ravens mit 14–2) der Regular Season Meister der American Football Conference (AFC). In der National Football Conference (NFC) setzten sich die San Francisco 49ers als bestes Team der Regular Season durch (13–3).
Die Chiefs zogen damit erstmals seit 50 Jahren wieder in den Super Bowl ein. Im Super Bowl IV gewann Kansas City gegen die Minnesota Vikings seinen bislang einzigen Super Bowl. Die 49ers dagegen konnten bereits fünf Super Bowls für sich entscheiden, zuletzt den Super Bowl XXIX der Saison 1994. Die letzten Super-Bowl-Teilnahme von San Francisco lag sieben Jahre zurück, im Super Bowl XLVII unterlag man den Baltimore Ravens.

### Kansas City Chiefs
| AFC West             | AFC West | AFC West | AFC West | AFC West | AFC West | AFC West | AFC West | AFC West | AFC West | AFC West |
| Team                 | S        | N        | U        | SQ       | P+       | P−       | Diff.    | DIV      | CONF     | Serie    |
| -------------------- | -------- | -------- | -------- | -------- | -------- | -------- | -------- | -------- | -------- | -------- |
| Kansas City Chiefs   | 12       | 4        | 0        | 0,775    | 451      | 308      | +143     | 6–0      | 9–3      | 6S       |
| Denver Broncos       | 7        | 9        | 0        | 0,438    | 282      | 316      | 0−34     | 3–3      | 6–6      | 2S       |
| Oakland Raiders      | 7        | 9        | 0        | 0,438    | 313      | 419      | −106     | 3–3      | 5–7      | 1N       |
| Los Angeles Chargers | 5        | 11       | 0        | 0,313    | 337      | 345      | 12−8     | 0–6      | 3–9      | 3N       |

Die Kansas City Chiefs wurden bereits vor Saisonbeginn als einer der aussichtsreichsten Kandidaten für den Super Bowl angesehen, neben dem amtierenden Meister, den New England Patriots, wurden ihnen die besten Chancen auf einen Sieg zugerechnet. In der Vorsaison waren die Chiefs im AFC Championship Game nach Overtime an den Patriots gescheitert. Mit ihrem Starting Quarterback Patrick Mahomes besaßen die Chiefs den Gewinner des NFL Most Valuable Player Award der Vorsaison. Im Vergleich zum Vorjahr hatte sich die zuvor eher schwache Defense der Chiefs verbessert. Mit Tight End Travis Kelce, den Wide Receivern Tyreek Hill und Mecole Hardman sowie einer stabilen Offensive Line blieb jedoch vor allem eine gefährliche Offense die Stärke von Kansas City. Sechs Spieler der Mannschaft wurden für den Pro Bowl, das All-Star-Spiel der NFL nominiert. Die Chiefs konnten sich in einer schwachen AFC West zum vierten Mal in Folge den Titel sichern. Dank Schützenhilfe der Miami Dolphins, die am letzten Spieltag überraschend den Vorjahresmeister New England schlugen, konnte sich das Team aus Missouri den zweiten Seed in den Play-offs sichern und hatte damit in der Wild Card Round spielfrei.
In der Divisional Round gerieten die Kansas City Chiefs nach einem schwachen Start gegen die Houston Texans mit 0:24 in Rückstand. Danach jedoch gelangen Kansas City sechs Touchdowns in Folge, während Houston punktlos blieb. Die Chiefs lagen bereits zur Halbzeit wieder in Führung und gewannen letztendlich deutlich mit 51:31. Im AFC Championship Game trafen die Chiefs auf die an sechs gesetzten Tennessee Titans, die überraschenderweise mit den New England Patriots und den Baltimore Ravens den Vorjahressieger und das beste Team der Regular Season ausgeschaltet hatten. Auch gegen Tennessee geriet Kansas City zunächst mit 0:10 in Rückstand, kamen aber zu einem sicheren 35:24-Sieg und zogen damit in den Super Bowl ein.

### San Francisco 49ers
| NFC West            | NFC West | NFC West | NFC West | NFC West | NFC West | NFC West | NFC West | NFC West | NFC West | NFC West |
| Team                | S        | N        | U        | SQ       | P+       | P−       | Diff.    | DIV      | CONF     | Serie    |
| ------------------- | -------- | -------- | -------- | -------- | -------- | -------- | -------- | -------- | -------- | -------- |
| San Francisco 49ers | 13       | 3        | 0        | 0,813    | 479      | 310      | +169     | 5–1      | 10–2     | 2S       |
| Seattle Seahawks    | 11       | 5        | 0        | 0,688    | 405      | 398      | 12+7     | 3–3      | 8–4      | 2N       |
| Los Angeles Rams    | 9        | 7        | 0        | 0,563    | 394      | 364      | 0+30     | 3–3      | 7–5      | 1S       |
| Arizona Cardinals   | 5        | 10       | 1        | 0,344    | 361      | 442      | 0−81     | 1–5      | 3–8–1    | 1N       |

Die San Francisco 49ers zählten vor der Saison nicht zu den Favoriten auf den Super Bowl. Die Vorsaison hatte man nach einer Verletzung von Starting Quarterback Jimmy Garoppolo mit vier Siegen und zwölf Niederlagen weit entfernt von den Play-offs beendet. Die Niners waren erst das dritte Team (nach den Cincinnati Bengals 1986 und den St. Louis Rams 1999), das nach einer Saison mit weniger als fünf Siegen in der nächsten Spielzeit in den Super Bowl kam. Neben dem wieder genesenen Quarterback Garoppolo stieß mit dem im NFL Draft 2019 an zweiter Stelle ausgewählten Defensive End Nick Bosa, der zum Pepsi NFL Rookie of the Year gewählt wurde, ein wichtiger Spieler zum Team. Neben Bosa stellte San Francisco mit Fullback Kyle Juszczyk, Tight End George Kittle und Cornerback Richard Sherman insgesamt vier Pro-Bowler. Die 49ers konnten sich den Top-Seed in der Conference und damit eine spielfreie Woche sowie durchgehendes Heimrecht bis zum Super Bowl erst am letzten Spieltag sichern. Gegen den Divisionskonkurrenten Seattle Seahawks musste San Francisco gewinnen. Bei einer Niederlage hätte stattdessen Seattle die NFC West gewonnen, wodurch San Francisco auf den fünften Seed gefallen wäre und bereits in der Divisional Round auswärts hätte antreten müssen. Sie gewannen jedoch in einem dramatischen Spiel mit 26:21, nachdem die Seahawks kurz vor Ende der Partie an der 1-Yard-Linie der 49ers gestoppt wurden.
In den Play-offs gelang den San Francisco 49ers in den Divisional Round ein klarer und ungefährdeter Sieg über die Minnesota Vikings mit 27:10. Auch im NFC Championship Game geriet der Sieg der 49ers kaum in Gefahr. Beim 37:20-Sieg über die Green Bay Packers überragte vor allem Runningback Raheem Mostert mit vier Touchdowns und 220 Yards Raumgewinn. Mit Mark Nzeocha im Kader der 49ers erreichte auch ein deutscher Spieler den Super Bowl.

### Play-offs
Die Play-offs begannen am 4. Januar 2020. Über die Platzierung der Teams in der jeweiligen Conference entschied das Ergebnis der Regular Season. Die beiden Teams mit dem jeweils besten Ergebnis aus der Regular Season hatten in der ersten Runde eine spielfreiche Woche und für den Rest der Play-offs bis zum Super Bowl Heimrecht. Die Teams an Position drei und vier ihrer Conference hatten im ersten Play-off-Spiel, der Wild Card Round, Heimrecht.
| Setzliste der Playoffs | Setzliste der Playoffs | Setzliste der Playoffs | Setzliste der Playoffs | Setzliste der Playoffs |
| Pos.                   | AFC                    | AFC                    | NFC                    | NFC                    |
| ---------------------- | ---------------------- | ---------------------- | ---------------------- | ---------------------- |
| 1                      | Baltimore Ravens       | Sieger North           | San Francisco 49ers    | Sieger West            |
| 2                      | Kansas City Chiefs     | Sieger West            | Green Bay Packers      | Sieger North           |
| 3                      | New England Patriots   | Sieger East            | New Orleans Saints     | Sieger South           |
| 4                      | Houston Texans         | Sieger South           | Philadelphia           | Sieger East            |
| 5                      | Buffalo Bills          | East                   | Seattle Seahawks       | West                   |
| 6                      | Tennessee Titans       | South                  | Minnesota Vikings      | North                  |

|  |                                   |                                   |                                   |             |    |                              |                  |                  |   |               |                              |                              |                              |                             |                             |                             |               |            |
|  | Wild Card Round                   | Wild Card Round                   | Wild Card Round                   |             |    | Divisional Round             | Divisional Round | Divisional Round |   |               | Conference Championships     | Conference Championships     | Conference Championships     |                             |                             | Super Bowl                  | Super Bowl    | Super Bowl |
|  | Wild Card Round                   | Wild Card Round                   | Wild Card Round                   |             |    | Divisional Round             | Divisional Round | Divisional Round |   |               | Conference Championships     | Conference Championships     | Conference Championships     |                             |                             | Super Bowl                  | Super Bowl    | Super Bowl |
|  |                                   |                                   |                                   |             |    |                              |                  |                  |   |               |                              |                              |                              |                             |                             |                             |               |            |
|  |                                   |                                   |                                   |             |    | 12. Jan. – Arrowhead Stadium |                  |                  |   |               |                              |                              |                              |                             |                             |                             |               |            |
|  | 4. Jan. – NRG Stadium             |                                   |                                   |             |    |                              |                  |                  |   |               |                              |                              |                              |                             |                             |                             |               |            |
|  |                                   |                                   | 2                                 | Kansas City | 51 |                              |                  |                  |   |               |                              |                              |                              |                             |                             |                             |               |            |
|  | 4                                 | Houston                           | 2                                 | Kansas City | 51 | 1221                         |                  |                  |   |               |                              |                              |                              |                             |                             |                             |               |            |
|  | 4                                 | Houston                           |                                   |             | 4  | 1221                         | Houston          | 31               |   |               | 19. Jan. – Arrowhead Stadium | 19. Jan. – Arrowhead Stadium | 19. Jan. – Arrowhead Stadium |                             |                             |                             |               |            |
|  | 5                                 | Buffalo                           | 19                                |             |    |                              |                  | 31               |   |               |                              | 19. Jan. – Arrowhead Stadium | 19. Jan. – Arrowhead Stadium |                             |                             |                             |               |            |
|  | 5                                 | Buffalo                           | 19                                |             |    |                              |                  |                  | 2 | Kansas City   | 35                           |                              |                              |                             |                             |                             |               |            |
|  |                                   |                                   |                                   |             |    |                              |                  |                  | 2 | Kansas City   | 35                           |                              |                              |                             |                             |                             |               |            |
|  |                                   |                                   |                                   |             |    |                              |                  |                  |   |               | 6                            | Tennessee                    | 24                           |                             |                             |                             |               |            |
|  |                                   |                                   |                                   |             |    | 11. Jan. – M&T Bank Stadium  |                  |                  |   |               | 6                            | Tennessee                    | 24                           |                             |                             |                             |               |            |
|  | 4. Jan. – Gillette Stadium        | 4. Jan. – Gillette Stadium        | 4. Jan. – Gillette Stadium        |             |    | AFC Championship             | AFC Championship | AFC Championship |   |               |                              |                              |                              |                             |                             |                             |               |            |
|  | 4. Jan. – Gillette Stadium        | 4. Jan. – Gillette Stadium        | 4. Jan. – Gillette Stadium        |             |    | AFC Championship             | AFC Championship | AFC Championship | 1 | Baltimore     | 12                           |                              |                              |                             |                             |                             |               |            |
|  | 3                                 | New England                       | 13                                |             |    |                              |                  |                  | 1 | Baltimore     | 12                           |                              |                              |                             |                             |                             |               |            |
|  | 3                                 | New England                       | 13                                |             |    | 6                            | Tennessee        | 28               |   |               |                              |                              |                              | 2. Feb. – Hard Rock Stadium | 2. Feb. – Hard Rock Stadium | 2. Feb. – Hard Rock Stadium |               |            |
|  | 6                                 | Tennessee                         | 20                                |             |    | 6                            | Tennessee        | 28               |   |               |                              |                              |                              | 2. Feb. – Hard Rock Stadium | 2. Feb. – Hard Rock Stadium | 2. Feb. – Hard Rock Stadium |               |            |
|  | 6                                 | Tennessee                         | 20                                |             |    |                              |                  |                  |   |               |                              |                              |                              | A2                          | Kansas City                 | 31                          |               |            |
|  |                                   |                                   |                                   |             |    |                              |                  |                  |   |               |                              |                              |                              | A2                          | Kansas City                 | 31                          |               |            |
|  |                                   |                                   |                                   |             |    |                              |                  |                  |   |               |                              |                              |                              |                             |                             | N1                          | San Francisco | 20         |
|  |                                   |                                   |                                   |             |    | 11. Jan. – Levi’s Stadium    |                  |                  |   |               |                              |                              |                              |                             |                             | N1                          | San Francisco | 20         |
|  | 5. Jan. – Mercedes-Benz Superdome | 5. Jan. – Mercedes-Benz Superdome | 5. Jan. – Mercedes-Benz Superdome |             |    |                              |                  |                  |   |               | Super Bowl LIV               | Super Bowl LIV               | Super Bowl LIV               |                             |                             |                             |               |            |
|  | 5. Jan. – Mercedes-Benz Superdome | 5. Jan. – Mercedes-Benz Superdome | 5. Jan. – Mercedes-Benz Superdome |             |    | 1                            | San Francisco    | 27               |   |               | Super Bowl LIV               | Super Bowl LIV               | Super Bowl LIV               |                             |                             |                             |               |            |
|  | 3                                 | New Orleans                       | 20                                |             |    | 1                            | San Francisco    | 27               |   |               |                              |                              |                              |                             |                             |                             |               |            |
|  | 3                                 | New Orleans                       | 20                                |             |    | 6                            | Minnesota        | 10               |   |               | 19. Jan. – Levi’s Stadium    | 19. Jan. – Levi’s Stadium    | 19. Jan. – Levi’s Stadium    |                             |                             |                             |               |            |
|  | 6                                 | Minnesota                         | 1261                              |             |    | 6                            | Minnesota        | 10               |   |               |                              | 19. Jan. – Levi’s Stadium    | 19. Jan. – Levi’s Stadium    |                             |                             |                             |               |            |
|  | 6                                 | Minnesota                         | 1261                              |             |    |                              |                  |                  | 1 | San Francisco | 37                           |                              |                              |                             |                             |                             |               |            |
|  |                                   |                                   |                                   |             |    |                              |                  |                  | 1 | San Francisco | 37                           |                              |                              |                             |                             |                             |               |            |
|  |                                   |                                   |                                   |             |    |                              |                  |                  |   |               | 2                            | Green Bay                    | 20                           |                             |                             |                             |               |            |
|  |                                   |                                   |                                   |             |    | 12. Jan. – Lambeau Field     |                  |                  |   |               | 2                            | Green Bay                    | 20                           |                             |                             |                             |               |            |
|  | 5. Jan. – Lincoln Financial Field | 5. Jan. – Lincoln Financial Field | 5. Jan. – Lincoln Financial Field |             |    | NFC Championship             | NFC Championship | NFC Championship |   |               |                              |                              |                              |                             |                             |                             |               |            |
|  | 5. Jan. – Lincoln Financial Field | 5. Jan. – Lincoln Financial Field | 5. Jan. – Lincoln Financial Field |             |    | NFC Championship             | NFC Championship | NFC Championship | 2 | Green Bay     | 28                           |                              |                              |                             |                             |                             |               |            |
|  | 4                                 | Philadelphia                      | 9                                 |             |    |                              |                  |                  | 2 | Green Bay     | 28                           |                              |                              |                             |                             |                             |               |            |
|  | 4                                 | Philadelphia                      | 9                                 |             |    | 5                            | Seattle          | 23               |   |               |                              |                              |                              |                             |                             |                             |               |            |
|  | 5                                 | Seattle                           | 17                                |             |    | 5                            | Seattle          | 23               |   |               |                              |                              |                              |                             |                             |                             |               |            |
|  | 5                                 | Seattle                           | 17                                |             |    |                              |                  |                  |   |               |                              |                              |                              |                             |                             |                             |               |            |

| 1 | nach Verlängerung |

## Startaufstellung

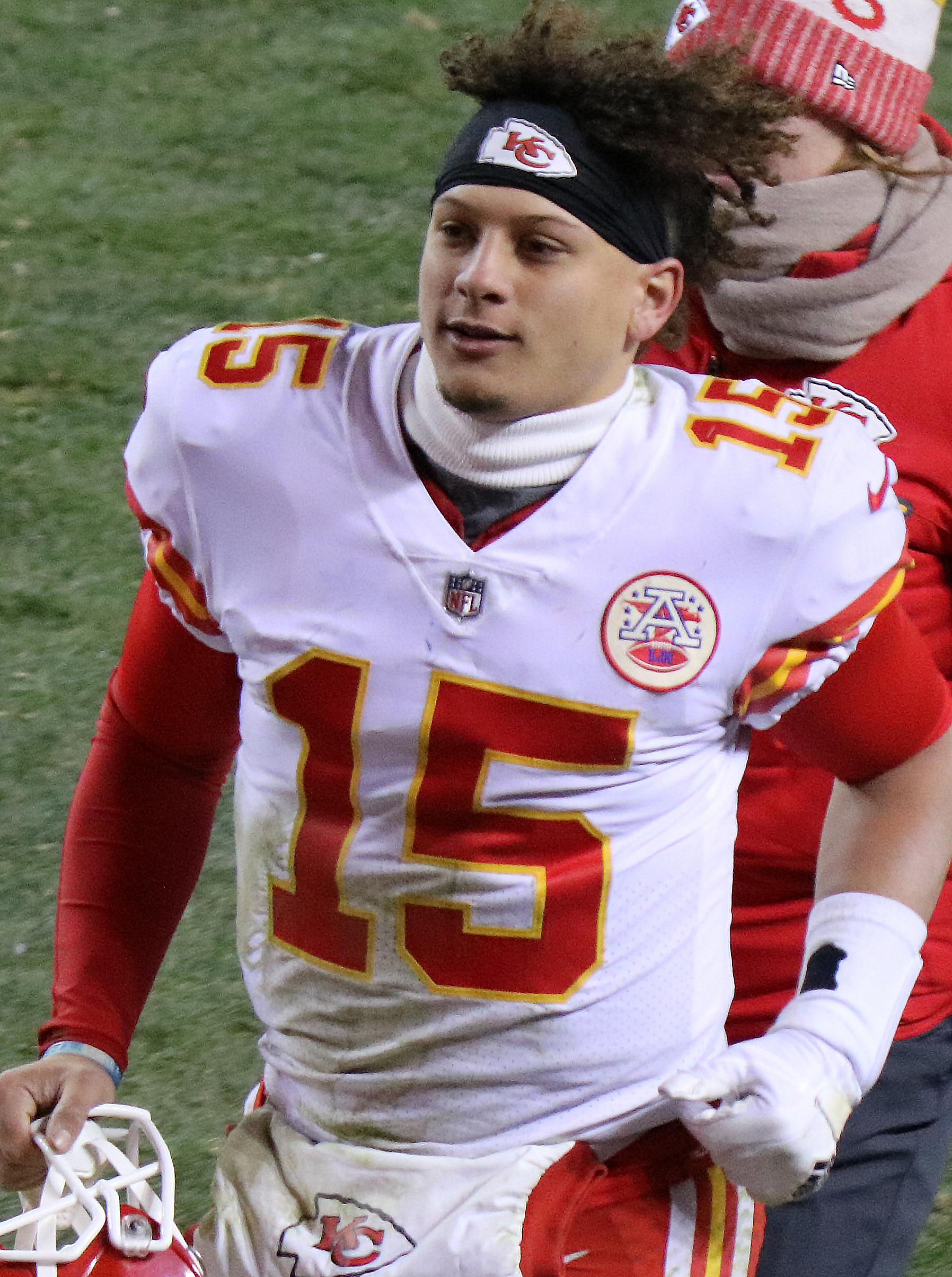
Patrick Mahomes, Starting Quarterback der Kansas City Chiefs und Super Bowl MVP

Die Startaufstellungen der beiden Mannschaften sah wie folgt aus:
| San Francisco    | Position | Kansas City             |
| ---------------- | -------- | ----------------------- |
| Offense          |          |                         |
| Deebo Samuel     | WR       | Tyreek Hill             |
| Joe Staley       | LT       | Eric Fisher             |
| Laken Tomlinson  | LG       | Stefen Wisniewski       |
| Ben Garland      | C        | Austin Reiter           |
| Mike Person      | RG       | Laurent Duvernay-Tardif |
| Mike McGlinchey  | RT       | Mitchell Schwartz       |
| George Kittle    | TE       | Travis Kelce            |
| Emmanuel Sanders | WR       | Sammy Watkins           |
| Jimmy Garoppolo  | QB       | Patrick Mahomes         |
| Tevin Coleman    | RB       | Damien Williams         |
| Kyle Juszczyk    | FB/WR    | Mecole Hardman          |
| Defense          |          |                         |
| Nick Bosa        | LDE      | Tanoh Kpassagnon        |
| Sheldon Day      | LDT      | Chris Jones             |
| DeForest Buckner | RDT      | Derrick Nnadi           |
| Arik Armstead    | RDE      | Frank Clark             |
| Fred Warner      | MIKE/LB  | Anthony Hitchens        |
| Dre Greenlaw     | WILL/LB  | Damien Wilson           |
| Richard Sherman  | LCB/LB   | Reggie Ragland          |
| Emmanuel Moseley | RCB/LCB  | Charvarius Ward         |
| K'Waun Williams  | NB/RCB   | Bashaud Breeland        |
| Jimmie Ward      | FS       | Daniel Sorensen         |
| Jaquiski Tartt   | SS       | Tyrann Mathieu          |

## Spielzusammenfassung

### 1. Hälfte
Die San Francisco 49ers gewannen den Münzwurf und entschieden sich, den Kansas City Chiefs das erste Angriffsrecht zu überlassen. Den Chiefs gelangen in ihrer ersten Angriffsserie nach drei Spielzügen keine 10 Yards Raumgewinn und somit kein neuer erster Versuch, sodass sie den Ballbesitz mit einem Punt an die 49ers abgaben. San Francisco drang bis weit in die gegnerische Hälfte vor, erzielte allerdings nur ein Field Goal durch Robbie Gould. Daraufhin bekam Kansas City den Ball zurück und legte einen langen Drive hin, bei dem sie unter anderen einen 4th Down erfolgreich ausspielten. Mit einem 1-Yard-Touchdown-Lauf von Quarterback Patrick Mahomes und dem darauffolgenden Point after Touchdown von Harrison Butker gingen die Chiefs mit 7:3 in Führung.
Den Niners unterlief in ihrem nächsten Drive ein Ballverlust, als Chiefs-Verteidiger Bashaud Breeland einen Pass von San Franciscos Quarterback Jimmy Garoppolo abfangen konnte (Interception). In der Folge rückten die Chiefs bis an die 13-Yard-Linie der 49ers vor, kamen aber nicht über ein Field Goal hinaus. Im Gegenzug konnten die 49ers ihren folgenden Angriff mit einem 15-Yard-Touchdownpass von Garoppolo auf den Fullback Kyle Juszczyk und dem erfolgreichen Extrapunkt durch Gould ausgleichen. Die Chiefs konnten den nächsten Ballbesitz nicht verwerten und gaben San Francisco mit 1:08 Minuten verbleibender Zeit in der ersten Hälfte die Chance, vor der Halbzeit in Führung zu gehen. Die 49ers kamen mit einem 42-Yard-Pass von Garoppolo auf den Tight End George Kittle nah genug an die gegnerische Endzone für ein Field Goal, da Kittle dabei jedoch eine Pass Interference beging, wurde der Spielzug zurückgepfiffen und das Spiel ging mit 10:10 in die Halbzeitpause.

### 2. Hälfte
Da die Chiefs in der ersten Hälfte zuerst angegriffen hatten, erhielten die 49ers in der zweiten Hälfte zuerst den Ball. Mit einem Field Goal ging San Francisco mit 13:10 in Führung. Die folgende Angriffsserie der Chiefs endete mit einer Interception. 49ers-Linebacker Fred Warner konnte einen für Wide Receiver Tyreek Hill gedachten Pass sichern. Nach wenigen Spielzügen konnte Runningback Raheem Mostert mit einem Touchdown-Lauf von der 1-Yard-Linie die Führung der Niners ausbauen. Nachdem auch die nächste Angriffsserie der Chiefs mit einer Interception endete – Tarvarius Moore fing einen Pass von Mahomes auf Hill ab – schien eine Vorentscheidung zugunsten von San Francisco gefallen zu sein. Nach einem schnellen Punt der 49ers konnten die Chiefs 6:13 Minuten vor Schluss mit einem 1-Yard-Pass von Mahomes auf Travis Kelce auf 17:20 verkürzen. Die Defense von Kansas City erzwang daraufhin einen Punt von San Francisco nach nur drei Spielzügen. Den Chiefs gelang ein weiterer Touchdown nach einem Pass von Mahomes auf Runningback Damien Williams. San Francisco lag nun mit 20:24 in Rückstand und brauchte einen Touchdown, verlor den Ball jedoch nahe der Mittellinie durch ein Turnover on Downs. Zuvor hatte Garoppolo bei 3rd&10 einen Pass auf Emmanuel Sanders überworfen, der ausreichend frei gestanden hätte, um einen Touchdown zu erzielen und damit San Francisco wieder in Führung zu bringen. Kansas City erhöhte mit einem 38-Yards-Lauf von Williams auf 31:20 und nachdem die 49ers in ihrer letzten Angriffsserie den Ball durch einen Fehlpass von Garoppolo, der von Kendall Fuller gefangen wurde, verloren, ließen die Chiefs die verbleibende Zeit herunterlaufen.

### Nach dem Spiel
Chiefs-Quarterback Patrick Mahomes, der 26 von 42 Pässen für 286 Yards Raumgewinn ans Ziel brachte, wurde zum Super Bowl MVP gewählt. Er warf zwei Touchdownpässe und erlief einen Touchdown selbst, dabei unterliefen ihm zwei Interceptions. Damit ist er der jüngste Quarterback, der diese Auszeichnung erhielt. Die Chiefs wurden mit dem Sieg das erste Team, das trotz eines zwischenzeitlichen Rückstands von 10 Punkten oder mehr in allen Play-off-Spielen (0:24 gegen die Houston Texans, 7:17 gegen die Tennessee Titans und 10:20 im Super Bowl) den Super Bowl gewannen.

## Punkteübersicht
| Quarter | Spielzeit | Spielzug (Drive)  | Spielzug (Drive) | Spielzug (Drive)       | Team   | Informationen zum Punktgewinn                                                                                         | Punkte | Punkte |
| Quarter | Spielzeit | Spielzüge (plays) | Raumgewinn       | Dauer des Ballbesitzes | Team   | Informationen zum Punktgewinn                                                                                         | Chiefs | 49ers  |
| ------- | --------- | ----------------- | ---------------- | ---------------------- | ------ | --- | ------ | ------ |
| 1       | 7:57      | 10 plays          | 62 Yards         | 5:58                   | 49ers  | Field Goal aus 38 Yards von Robbie Gould                                                                              | 0      | 3      |
| 1       | 0:31      | 15 plays          | 75 Yards         | 7:26                   | Chiefs | Patrick Mahomes mit einem 1-Yard-Touchdown-Lauf; PAT erfolgreich verwandelt von Butker                                | 7      | 3      |
| 2       | 9:32      | 9 plays           | 43 Yards         | 4:36                   | Chiefs | Field Goal aus 31 Yards von Harrison Butker                                                                           | 10     | 3      |
| 2       | 5:05      | 7 plays           | 80 Yards         | 4:24                   | 49ers  | Kyle Juszczyk mit einem 15-Yard-Touchdown, nach dem Zuspiel von Jimmy Garoppolo; PAT erfolgreich verwandelt von Gould | 10     | 10     |
| 3       | 9:29      | 9 plays           | 60 Yards         | 5:31                   | 49ers  | Field Goal aus 42 Yards von Robbie Gould                                                                              | 10     | 13     |
| 3       | 2:35      | 6 plays           | 55 Yards         | 2:48                   | 49ers  | Raheem Mostert mit einem 1-Yard-Touchdown-Lauf; PAT erfolgreich verwandelt von Gould                                  | 10     | 20     |
| 4       | 6:13      | 10 plays          | 83 Yards         | 2:40                   | Chiefs | Travis Kelce mit einem 1-Yard-Touchdown, nach dem Zuspiel von Mahomes; PAT erfolgreich verwandelt von Butker          | 17     | 20     |
| 4       | 2:44      | 7 plays           | 65 Yards         | 2:26                   | Chiefs | Damien Williams mit einem 5-Yard-Touchdown, nach dem Zuspiel von Mahomes; PAT erfolgreich verwandelt von Butker       | 24     | 20     |
| 4       | 1:05      | 2 plays           | 42 Yards         | 0:13                   | Chiefs | Williams mit einem 38-Yard-Touchdown-Lauf; PAT erfolgreich verwandelt von Butker                                      | 31     | 20     |

## Rahmenprogramm und Halbzeitshow
Vor dem Spiel
Unmittelbar vor dem Kickoff des Spiels sang Yolanda Adams America the Beautiful; Demi Lovato trug die US-amerikanische Nationalhymne vor.
Halbzeitshow
In der Halbzeitpause traten die Sängerinnen Jennifer Lopez und Shakira auf. Emme Maribel Muñiz, J Balvin und Bad Bunny hatten jeweils kurze Gastauftritte.

## TV-Übertragung
In den Vereinigten Staaten wurde der Super Bowl LIV gemäß dem jährlichen Wechsel von FOX übertragen; die Kommentatoren waren Joe Buck und Troy Aikman. Bei FOX schauten durchschnittlich 99,9 Millionen Zuschauern die Super-Bowl-Übertragung (Vorjahr: 98,2 Millionen Zuschauer), weitere 757.000 Zuschauer sahen über den spanischsprachigen FOX-Sender FOX Deportes sowie 1,34 Millionen Zuschauer über mehrere Streamingdienste. Die Übertragung zog in den USA damit insgesamt durchschnittlich 102 Millionen Zuschauer an – im Vorjahr waren es insgesamt 100,7 Millionen Zuschauer. Die Halbzeitshow verzeichnete 103 Millionen Zuschauer.
In Deutschland und der Schweiz wurde dieser bei ProSieben übertragen und von Jan Stecker, Patrick Esume und Björn Werner kommentiert. In Österreich hielt der Sender PULS 4 die Übertragungsrechte. Der gebührenpflichtige Streamingdienst DAZN übertrug ebenfalls in die DACH-Staaten und bot neben deutschem Kommentar mit Sebastian Vollmer, Markus Kuhn und Martin Pfanner auch den US-amerikanischen Originalkommentar an.
Einschaltquoten der Übertragung bei ProSieben:
|                             | Zuschauerzahl ab 3 Jahren                  | Marktanteil ab 3 Jahren              | Zuschauerzahl 14- bis 49-Jährige           | Marktanteil 14- bis 49-Jährige       |
| --------------------------- | ------------------------------------------ | ------------------------------------ | ------------------------------------------ | ------------------------------------ |
| Vorberichte                 | 1,78 Mio.                                  | 11,7 %                               | 1,29 Mio.                                  | 24,7 %                               |
| 1. Viertel                  | 2,17 Mio.                                  | 26,1 %                               | 1,54 Mio.                                  | 44,0 %                               |
| 2. Viertel                  | 1,84 Mio.                                  | 30,5 %                               | 1,34 Mio.                                  | 47,6 %                               |
| Halbzeitshow                | 1,78 Mio.                                  | 35,4 %                               | 1,31 Mio.                                  | 53,6 %                               |
| 3. Viertel                  | 1,59 Mio. (bis 3 Uhr) 1,66 Mio. (ab 3 Uhr) | 35,1 % (bis 3 Uhr) 38,4 % (ab 3 Uhr) | 1,19 Mio. (bis 3 Uhr) 1,23 Mio. (ab 3 Uhr) | 55,1 % (bis 3 Uhr) 61,4 % (ab 3 Uhr) |
| 4. Viertel                  | 1,64 Mio.                                  | 40,4 %                               | 1,20 Mio.                                  | 62,9 %                               |
| Siegerehrung & Nachberichte | 1,01 Mio.                                  | 31,2 %                               | 0,73 Mio.                                  | 56,1 %                               |